# Montastruc (Hautes-Pyrénées)
Montastruc (okzitanisch gleichlautend) ist eine französische Gemeinde mit 238 Einwohnern (Stand: 1. Januar 2022) im Département Hautes-Pyrénées in der Region Okzitanien. Sie gehört zum Kanton La Vallée de l’Arros et des Baïses im Arrondissement Bagnères-de-Bigorre. Die Bewohner nennen sich Montastrucais.

## Geografie
Montastruc liegt etwa 22 Kilometer östlich von Tarbes an der Baïse. Nachbargemeinden sind Bonnefont im Norden, Libaros im Nordosten, Galan im Nordosten und Osten, Bonrepos im Südosten, Castelbajac und Burg im Süden sowie Bernadets-Dessus im Westen.

## Bevölkerungsentwicklung
| Jahr                       | 1962 | 1968 | 1975 | 1982 | 1990 | 1999 | 2011 | 2020 |
| Einwohner                  | 291  | 281  | 390  | 388  | 308  | 288  | 267  | 231  |
| Quellen: Cassini und INSEE |      |      |      |      |      |      |      |      |

## Sehenswürdigkeiten
- Kirche Nativité-de-la-Sainte-Vierge

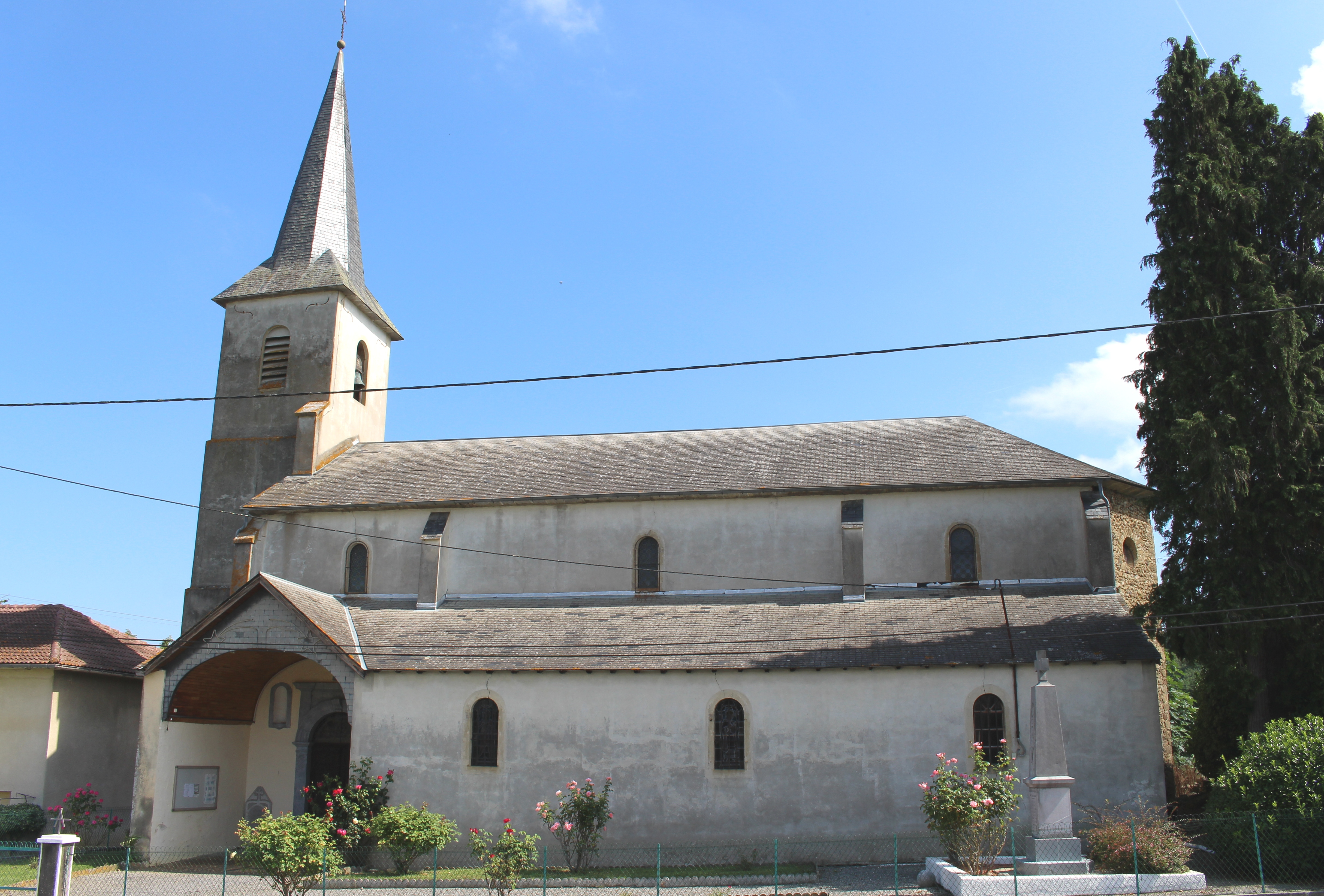
Nativité-de-la-Sainte-Vierge